# Quett Masire
Sir Quett Ketumile Joni Masire (Kanye, 23. srpnja 1925. – Gaborone, 22. lipnja 2017.), bocvanski političar i predsjednik
Završio je preparandiju, i od 1949. do 1955. bio učitelj i ravnatelj srednje škole Seepapitso.
Nakon toga se posvetio političkom radu pa su Seretse Khama i on osnovali Demokratsku stranku Bocvane, koja se borila za nezavisnost Bocvane.
Kad je to ostvareno 30. rujna 1966., Seretse je postao premijer i predsjednik Bocvane, a Ketumile potpredsjednik države.
Vodili su državu jako uspješno, ali kad je 13. srpnja 1980. Seretse podlegao raku gušterače, izgubio je prijatelja i vođu. Od 13. do 18. srpnja 1980. bio je v. d. predsjednika, a 18. je izabran na tu dužnost.
Vladao je strankom i državom 18 godina, konačno odstupivši 31. ožujka 1998. godine.
Nakon silaska s vlasti, posvetio se diplomaciji, posredovavši u sukobima koji su bili problem u državama Lesoto i Demokratska Republika Kongo.
1991. godine, za svoj rad, kraljica Elizabeta II. nagradila ga je titulom Sir.
Objavio je i knjigu naslovljenu "Vrlo hrabro ili vrlo glupo: Memoari afričkog diplomata".
Imenovan je u jednu tvrtku, koja je suočena s istragom zbog prijevare, ali za to on nije kriv.
Održao je predavanje na Sveučilištu u San Diegu.
Nema ženu ni djecu, a protivi se i režimu Roberta Mugabea u Zimbabveu, kojeg podržava Sam Nujoma, prvi predsjednik Namibije.